# Gouffre d'Esparros
Le gouffre d'Esparros est un site géologique et touristique situé dans la vallée des Baronnies, une petite région calcaire du piémont des Pyrénées centrales, dans le département des Hautes-Pyrénées, en région Occitanie.
Le gouffre tire son nom de la commune d'Esparros sur le territoire de laquelle il s'ouvre ; il doit sa notoriété à la présence de concrétions d'aragonite remarquables.

## Découverte
La présence de ce gouffre est connue de longue date par les habitants locaux. Son entrée est visitée en 1913 par des spéléologues autrichiens. C'est seulement en 1938 que Norbert Casteret et Germain Gattet explorent le réseau souterrain et en découvrent sa richesse géologique, cristallographique et esthétique,.

## Description

### Contexte local
La vallée des Baronnies est une région où l’eau est omniprésente et où l'on compte plus de 400 cavités. Certaines ont été fréquentées et ornées par les hommes de la Préhistoire (grottes de Labastide et d’Espèche), il y a 15 000 ans.

### Réseau karstique
Le gouffre fait partie du réseau karstique Labastide-Esparros qui met en communication ces deux réseaux par une percée hydrologique d'un kilomètre environ au travers de la montagne.
En amont, à Labastide, le ruisseau de Laspugue se perd par un siphon dans le second étage, puis l'eau, après un parcours souterrain, réapparaît à la surface près du village d'Esparros à la grotte de l'Échourdidet où elle devient le ruisseau de l'Ayguette.

### Formation
Dans le gouffre d'Esparros, pendant les épisodes climatiques quaternaires, l'eau a creusé puis abandonné différents niveaux de galeries. Il se compose d’un vaste réseau hydrogéologique, long de près de 3 kilomètres et profond de 140 mètres par rapport à l’entrée naturelle qui se situe aux environs du col de Coupe, à près de 700 mètres d’altitude.

## Classement
En juillet 1983, le gouffre d’Esparros est inscrit sur la liste des douze plus belles cavités françaises à protéger en priorité pour leur patrimoine exceptionnel. La cavité est ensuite classée au titre des sites par décret du 30 octobre 1987.
En 1999 un dossier de 18 sites et 24 grottes à concrétions du Sud de la France est proposé pour une inscription sur la liste indicative du patrimoine mondial naturel, antichambre de la liste du patrimoine mondial,. En octobre 2001 un avis défavorable est émis par l'union internationale pour la conservation de la nature (UICN). Fin 2005, l'État français pense représenter une demande d'inscription. En 2007 le projet est retiré et l'Association de valorisation des cavités françaises à concrétions (AVCFC) regroupant 23 cavités du Sud de la France est créée,.

## Tourisme
À partir de 1995, un tunnel artificiel permet d'accéder directement au niveau inférieur du gouffre, dans les galeries horizontales qui abritent les cristallisations d'aragonite. Cet aménagement permet une exploitation touristique du site, compatible avec sa protection.
Le gouffre est situé sur le tracé du sentier de grande randonnée de pays Tour des Baronnies de Bigorre.